# Fleming College

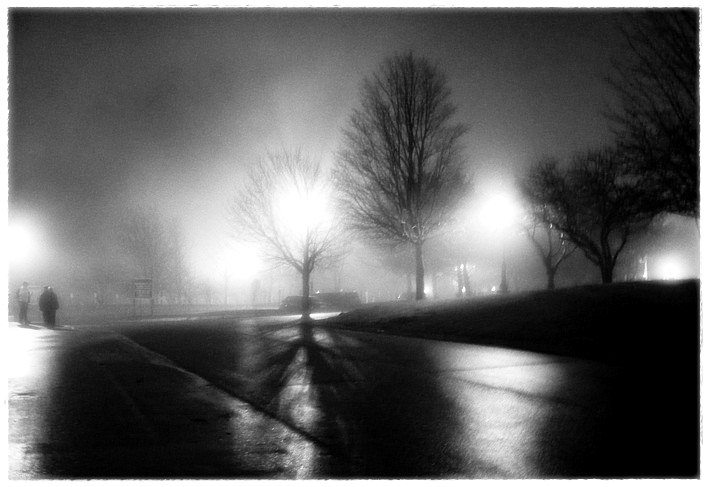

Fleming College, também conhecida como Sir Sandford Fleming College, é uma faculdade localizada em Peterborough, Ontário, Canadá.
A faculdade foi nomeada em homenagem ao engenheiro e inventor de origem escocesa Sandford Fleming, que é talvez mais conhecido por suas contribuições para o conceito de Horário Padrão Universal. Ele foi nomeado cavaleiro em 1897 pela rainha Vitória. Em 21 de maio de 1965, foi criado o Colleges of Applied Arts and Technology pelo então Ministro da Educação William G. Davis.